# Puma Street Soccer
Puma Street Soccer è un videogioco di calcio per Microsoft Windows e PlayStation, pubblicato da Sunsoft nel 1999. Il gioco si svolge in strada, aeroporti, ecc..

## Modalità di gioco
La grafica è tridimensionale. Le regole sono simili al calcio vero e proprio, solo che qui non ci sono le rimesse laterali ma solo calci d'angolo.
Nel gioco si può giocare anche in modalità rigore.

## Squadre
- Argentina
- Australia
- Austria
- Belgio
- Brasile
- Bulgaria
- Canada
- Cina
- Repubblica Ceca
- Danimarca
- Irlanda
- Inghilterra
- Francia
- Germania
- Grecia
- Olanda
- Israele
- Italia
- Giappone
- Messico
- Marocco
- Irlanda del Nord
- Nigeria
- Norvegia
- Portogallo
- Russia
- Scozia
- Spagna
- Svezia
- Svizzera
- Stati Uniti d'America
- Galles

## Recensioni PlayStation
- PlayStation Magazine : 4/10
- Next Station: "Senza dubbio il miglior gioco di calcetto realizzato." 78%